# 郝际平
郝际平（1959年7月—），男，山西襄垣人，中国结构工程专家，西安建筑科技大学教授、原副校长，国务院学位委员会学科评议组成员，中国民主同盟中央委员会常务委员，第十二、十三届全国政协委员。